# Giro della Provincia di Reggio Calabria 1992
Il Giro della Provincia di Reggio Calabria 1992, cinquantatreesima edizione della corsa, si svolse il 12 aprile 1992 su un percorso di 201,7 km, con partenza da Saline Joniche e arrivo a Reggio Calabria. La vittoria fu appannaggio dell'italiano Davide Cassani, che completò il percorso in 5h20'17", alla media di 37,785 km/h, precedendo il connazionale Giorgio Furlan e il colombiano Oliverio Rincón.

## Ordine d'arrivo (Top 10)
| Pos. | Corridore          | Squadra                | Tempo    |
| ---- | ------------------ | ---------------------- | -------- |
| 1    | Davide Cassani     | Ariostea               | 5h20'17" |
| 2    | Giorgio Furlan     | Ariostea               | a 0'06"  |
| 3    | Oliverio Rincón    | Kelme                  | s.t.     |
| 4    | Leonardo Sierra    | ZG Mobili-Selle Italia | s.t.     |
| 5    | Stefano Colagè     | ZG Mobili-Selle Italia | a 1'53"  |
| 6    | Julio César Cadena | Kelme                  | s.t.     |
| 7    | Massimiliano Lelli | Ariostea               | s.t.     |
| 8    | Michele Coppolillo | Italbonifica           | s.t.     |
| 9    | Franco Chioccioli  | GB-MG Maglificio       | s.t.     |
| 10   | Marco Saligari     | Ariostea               | a 3'03"  |